# Euphyia subrectaria
Euphyia subrectaria är en fjärilsart som beskrevs av Achille Guenée 1858. Euphyia subrectaria ingår i släktet Euphyia och familjen mätare. Inga underarter finns listade i Catalogue of Life.